# HBT
ヘテロ接合バイポーラトランジスタ (Heterojunction Bipolar Transistor) は、ヘテロ接合の隣りにベース構造を有するバイポーラジャンクショントランジスタ (BJT) のことで、英語の単語の頭文字をとってHBT（エイチビーティー）と呼ばれる。ヘテロ構造の効果により、バイポーラトランジスタに比べ、電流増幅率を落とさずに動作速度が向上することができ、最高で500GHz以上で動作する超高速トランジスタの構造の名称である。構造的にはベース層の片側のみをヘテロ構造にしたSHBTと両側をヘテロ接合にしたDHBTなどがある。

## 動作原理
HBTは、基本的にはnpn型バイポーラトランジスタの応用形と位置づけられるが、エミッタ層とベース層の材料に特徴がある。高速動作のためにはベース層を薄くし、キャリア濃度を上げると効果的であるが、エミッタ層においてバンドギャップが広い材料を用い、ベース層にはバンドギャップが狭い材料を選び、動作時にはエミッタからベースへの拡散電流がベース領域で失われることなくコレクタへ流れるようにする一方で、ベースからエミッタへの拡散電流を価電子帯のヘテロ接合により阻止するように工夫した構造となっている。
また、ヘテロ構造の特徴としてエミッタからベースに注入される電子がバリスティック輸送されることにより高速動作する可能性についてHerbert Kroemerが1950sの研究から提案され、HBTを含むヘテロ接合の先駆的研究に対し2000年にノーベル物理学賞を受賞している。通常のHBT動作は、バリスティックというより熱平衡（キャリア拡散と電位計算）モデルにてほぼ解析することができる。

## 構造および製造方法
主にエピタキシャル成長とイオン注入で形成されるSi-LSIにおけるバイポーラトランジスタと同じように、HBTも主にエピタキシャル成長を用いて製造することができる。材料としてSiGe/Si系、AlGaAs/GaAs系、GaInP/GaAs系、GaInAs/InP系、InGaN/GaN系などが知られている。
GaInP/GaAs系の例では、半絶縁性GaAs基板上にMOCVD法やMBE法を用い、コレクタ層としてn-GaAs層 (n>1E18cm-3) 、サブコレクタ層としてn-GaAs (n - 1E16cm-3) 、ベース層としてp-GaAs層 (p>2E19cm-3) 、サブエミッタ層としてn-GaInP層 (n - 1E17cm-3) 、エミッタ層としてGaAs層 (n>1E18cm-3) 、コンタクト層としてn-GaInAs層 (>1E19cm-3) のような層を順番に形成する。エミッタ層のGaInP層はバンドギャップが1.9eVで、GaAs層は1.42eVのため、伝導帯のバンド不連続が - 0.3eV、価電子帯の不連続が0.2eV程度となる。ベース層は高濃度にドーピングするためC(炭素)が用いられるが成長技術はやや難しく、ベース層における少数キャリアのライフタイムを長くすることが重要である。
SiGe系の場合は、通常のSi-LSIプロセスに組み合わせて製造され、UHV-CVD法などが用いられる。SiGeはSiに格子整合しないため、歪エネルギーを緩和させるため同じⅣ族のCを添加することもある。
プロセスでは、メサ型構造が多く、コレクタ、ベース、エミッタの電極を形成し、パッシベーションや配線を施すことで、一つのトランジスタが完成する。HBTと同じようにヘテロ接合を用いるHEMTのプロセスとは異なり、微細なゲートを作製する必要がなく、トランジスタ特性が主にベース層の厚さとキャリア濃度の作りこみで決定されるところに大きな特徴がある。エピタキシャル成長では、厚さをnmオーダーで精密に作りこめるところに製造上の利点がある。しかし、高速動作には寄生容量を小さくする必要があるため、ある程度の微細化が要求される。

## HBTの電気特性
静特性については、通常ガンメルプロット (Gummel Plot) と呼ばれる方法による電流増幅率 (β) とベース層の抵抗率により評価される。ベース層の抵抗率が低くなると電流増幅率が低下するが、結晶性や構造の工夫により、できるだけ電流増幅率が高くなるような構造や材料系を選ぶことにより諸特性が改善すると考えられている。
SiGe系ではIBMによる研究が20年以上前から行われているが、Bi-CMOSプロセスに組み込まれるようになってからは集積化と高速化が進み、2005年の時点で0.13μmプロセス世代において遮断周波数において210GHzが達成されている。また、他の最高速動作事例としてはInP系では2007年時点でイリノイ大にてFmax=710GHz、UCSBから780GHzの記録などが報告されている。

## 用途
Si系のCMOS-LSIが高速になり1～10GHz近辺では、CMOSとHBTやHEMTが競合するようになっているが、大雑把には情報処理分野ではSi系LSI、アナログ系で耐圧も必要な時には化合物半導体によるディスクリート素子または小～中規模ICが用いられる。化合物半導体系では、第3世代携帯電話のパワーアンプ等に採用されているほか、各種光通信用高速素子、ミリ波レーダ、高速の通信機器などにも用いられている。